# 작안의 샤나
《작안의 샤나》(灼眼のシャナ 샤쿠간노 샤나[*])는 일본의 작가 타카하시 야시치로가 쓰고, 이토 노이지가 일러스트를 담당한 라이트 노벨과 이를 바탕으로 만들어진 만화, 애니메이션, 게임, 드라마CD 등의 관련 작품들을 일컫는다. 원작은 전격 문고(아스키 미디어 웍스)에서 발행되었으며 대한민국에서는 NT 노벨(대원씨아이)에서 발행하였다.

## 개요

### 세계관 요약
우리가 사는 세계의 반대편에 홍세라는 세계가 있다. 그 홍세에 사는 사람들을 '걸어서 갈 수 없는 이웃'이나 홍세의 무리라고 부르는데, 꽤 많은 홍세의 무리가 우리 세계로 와서 살고 있다. 그 홍세의 무리가 살아가기 위해선 존재의 힘이 필요하다. 그래서 많은 홍세의 무리가 사람들의 존재의 힘을 빼앗아 먹으며 산다. 홍세의 무리에게 잡아먹히면, 잡아먹힌 그 사람은 처음부터 없었던 것이 되고, 관련된 모든 기록이 사라진다.
홍세의 무리 가운데 강력한 존재를 홍세의 왕이라 한다. 일부 홍세의 왕들은 홍세의 무리가 무책임하게 마구잡이로 존재의 힘을 먹게 되면, 우리가 사는 세계와 홍세 모두 위험해 지겠다고 내다봤다. 그래서 그 홍세의 왕들은 우리가 사는 세계의 사람과 계약맺어, 자신의 힘을 계약을 맺은 사람이 사용할 수 있도록 하였다. 그리고 그 사람을 통해 마구잡이로 존재의 힘을 먹는 홍세의 무리를 없애고 있다. 홍세의 왕과 계약맺어 '그릇'이 된 사람을 플레임헤이즈라 한다.

### 줄거리
어느 날, 일본 중부 지방에 있는 미사키 시에서 고등학교 남학생인 사카이 유지가 갑자기 모든 것이 멈춘 곳에 괴물들의 습격을 받는다. 그때 붉은 머리와 눈을 지닌 소녀가 나타나 단숨에 그 괴물들을 처리하는데, 그 소녀는 바로 홍세의 왕인 '천양(天壤)의 겁화(劫火)'의 플레임헤이즈로, 홍세의 무리를 쳐 없애는 '염발작안(炎髮灼眼)의 토벌자(討罰者)'이다. 그 염발작안의 토벌자는 사카이 유지에게 "너는 사람이 아니야." 하고 말하면서, 진짜 사카이 유지는 이미 괴물에게 잡아먹혀 사라졌고, 지금 있는 너는 홍세의 무리가 추격을 피하고 세계의 균열을 줄이기 위해서, 진짜를 본떠 만든 가짜인 토치라고 말했다. 그리고 얼마 없는 존재의 힘을 모두 쓰게 되면 바로 사라질거라고 덧붙여 말했다.
어떻게 지니게 됐는지는 모르지만, 사카지 유지는 미스테스로 몸속에 홍세의 무리가 만든 보기 드문 보구인 '영시미아(零詩迷兒)'가 있다. 이 영시미아는 시간에 간섭해 매일 쓴 존재의 힘을 0시마다 회복해주어서, 존재의 힘을 다 쓰지만 않으면 계속 살 수 있다.
나중에 사카이 유지는 염발작안의 토벌자가 지닌 검인 '니에토노노샤나'의 이름을 따서, 이름이 없는 그 토벌자에게 '샤나'라는 이름을 지어준다. 아라스톨(천양의 겁화)과 샤나는 홍세의 무리가 사카이 유지의 영시미아를 빼앗으려고 계속 다가갈 거라고 생각해, 사카이 유지의 주변을 계속 감시하기로 하고, 샤나는 사카이 유지와 같은 반 친구인 히라이 유카리로 위장한다. 이해관계가 복잡하게 얽힌 사카이 유지와 그의 친구들이, 자신의 믿음에 따라 미사키 시에서 일어나는 사건들을 해결해가는 이야기이다.

## 용어와 세계관

### 홍세
- 홍세(紅世)

소용돌이치는 가람, 옛 시인이 '홍세의 무리'에게 들은 것을 바탕으로 붙여진 이름. 사람이 사는 세계와 다른 법칙으로 움직이는 세계이다. 홍세에 살아가는 자들을 '홍세의 무리'(줄여서 '무리')로, 그 중 강력한 힘을 지닌 자들을 '홍세의 왕'(줄여서 '왕')으로 부른다.
참고로 작품에서는 사람이 사는 세계가 '홍세'에서는 어떻게 불리는지는 나와 있지 않다.

### 플레임헤이즈
- 플레임헤이즈(영어: Flame Haze, 불꽃의 일렁임)

'홍세의 무리'를 토벌하기 위해 홍세의 왕과 계약을 해서 이능의 힘을 얻은 인간을 총칭한다. 이름의 유래는 계약시 보이는 불꽃의 일렁임에서 유래되었다. 계약한 인간이 지닌 '존재의 그릇'으로써의 모든 것을 바치고 텅빈 내부에 '홍세의 왕'이 채워지는 과정을 통해 계약이 성립한다. 계약한 '왕'은 신기를 통해 자신의 의식만 나타낸다. 플레임헤이즈의 능력은 계약한 '왕'의 본질에 따라 달라지며, 자신의 싸움방식에 따라 능력이 달라진다.

### 신기
- 신기(神器, 신의 도구)

플레임헤이즈와 계약한 홍세의 왕의 의사를 이 세계에 나타내기 위한 도구이다. 자신이 원하는 형태로 존재한다.

### 존재의 힘
'존재의 힘'은 이 세상에 존재하기 위해 필요한 근원적인 에너지를 말한다. 사람, 동물, 물건 등, 이 세상의 모든 것들이 지니고 있다. 만약 이 '존재의 힘'을 잃게된다면, 그것은 '처음부터 이 세상에 존재하지 않았던 것'이 되며, 그것에 대한 사람들의 기억이나 사진 속의 모습 등, 그것이 존재했다는 게 실마리 하나 없이 모두 사라지게 된다. '존재의 힘'을 많이 지닐 수록 주위에 많은 영향(비슷한 말로, 존재감)을 끼친다.

### 세계의 균열
이 세계로 건너온 '홍세의 무리'가 '존재의 힘'을 얻기 위해 인간들을 잡아 먹어, 차츰 앞뒤가 맞지 않는 일들이 생기고, 결국 세계가 일그러져 균열이 생기게 되었다. 이 균열이 매우 커지게 된다면 사람이 사는 세계와 '홍세', 이 두 세계가 무너질 거라고 예상한 일부 홍세의 왕들은 이를 막기 위해 홍세의 무리를 사냥한다. 또한 이 세계의 균열은 플레임헤이즈가 홍세의 무리를 쫓는 단서가 되기도 한다.

### 토치
- 토치(영어: Torch, 횃불)

플레임헤이즈는 홍세의 무리가 인간을 지나치게 먹으면서 생기는 세계의 균열을 따라 홍세의 무리를 추적한다. 이 세계의 균열을 줄이기 위해 홍세의 무리는 존재의 힘에서 남은 찌꺼기를 이용해 잡아먹은 본래의 인간과 똑같은 대체품을 만들어놓는데, 이를 '토치'라고 부른다. 토치는 본래 사람의 모습과 기억을 지니고, 마치 그 사람처럼 행동하게 된다. 토치에게는 남은 존재의 힘이 거의 없기 때문에 조금씩 존재의 힘을 쓰며 점차 다른 사람들의 의식 속에서 차츰 사라지고, 완저히 잃게 되면 사라진다. 이렇게 차츰 의식을 지우면서 세상의 모순을 완화한다.

### 보구와 미스테스
- 보구(寶具, 보배)
- 미스테스(영어: Mystes, 수수께끼)

'홍세'에 관련된 보물을 보구라 일컺는다. 인간과 '홍세의 무리' 사이의 같은 바램에 의해 만들어지는 산물이지만, 보구가 만들어지는 요인은 한 가지로 일축할 수 없을 정도로 다양하다. 보구는 '존재의 힘'에 의해 발동하는 경우가 많기 때문에 '홍세'에 관련된 자만이 사용가능하다. 이 보구를 가지고 있거나 몸 속에 지닌 토치를 '미스테스'라고 부른다.
보구 중에는 인간이 '봉절'내부에서 움직일 수 있도록 하는 특수한 종류도 있다. (다만, 그 수량은 적다)

### 자재법
- 자재법(自在法, 저절로 있게 하는 방법)

'존재의 힘'을 써서, 이 세상에서 일어날 수 없는 일들을 일으키는 방법과 그에 따른 문양을 각각 '자재법'과 '자재식'이라고 한다. 자재법은 '존재의 힘'의 흐름에 간섭하기 때문에, 자재법을 사용할 때 위화감이 감지될 수 있다. 또, 자재법이 클수록 위화감도 커지게 되는데, 이 때 '존재의 힘'을 느낄 수 없는 사람들도 느끼기도 한다.
자재법은 '홍세의 무리'가 자신의 목적을 이루기 위해 쓰기도 하지만, 플레임헤이즈에게도 역시 전투에서 빼놓을 수 없는 무기이기도 하다. 이를 전문으로 사용하는 사람은 '자재사'로 불린다.
- 대표적인 자재법
- 봉절(封絶, 안팎을 막고 끊기)

기초적인 자재법으로 '결계'와 비슷하다. 보통 '봉절을 친다'고 하는데, 봉절을 치면 특정한 곳 주위에 불길로 휩싸인 동그란 돔 모양 벽이 생기고, 봉절 내부는 외부와의 인과의 흐름에서 분리된다. 봉절을 치면 안에서는 '홍세'와 관계된 자 외에는 모두 정지하고, 바깥에서는 '존재의 힘'을 감지할 수 없는 사람에게 봉절이 쳐진 곳의 존재를 인식할 수 없게 된다. '존재의 힘'을 감지할 수 있더라도 봉절 안에 무슨 일이 일어나는지 알아내기 어렵다.
이 봉절로 '홍세의 무리'가 아무도 모르게 움직이기 때문에 평범한 사람들은 자신들이 '홍세의 무리'에 습격당하고 있다는 사실을 인식할 수 없다. 봉절 안팎으로 자유롭게 들어가거나 나갈 수는 있지만, '존재의 힘'을 느낄 수 없는 사람에게는 봉절이 쳐진 공간이, 존재하지 않는 곳으로 인식되기 때문에 찾을 수 없게 된다.
봉절 안에서 파괴된 물체나 생물은 그 봉절을 풀기 전까지 '존재의 힘'을 사용해서 복구할 수 있지만, '존재의 힘'을 먹혀버린 사람들은 원래대로 돌려 놓을 수 없다.
- 염탄(炎彈, 불꽃탄)

'존재의 힘'을 열량으로 바꾸어 날리는 기초적인 공격형 자재법
- 능통(能通)의 언어(일본어: 達意の言)

대화를 위한 번역의 기초적인 자재법
- 인간화(人間化, 일본어: 人化)

인간문화에 동경비슷한 것을 품게 된 '홍세의 무리'들이 본질의 모습에 가까운 이형의 모습이 아니라 인간의 모습으로 변화하기 위한 기초적인 자재법
- 정화(淨化)의 불꽃(일본어: 清めの炎)

플레임헤이즈가 사용하는 기초적인 자재법
몸의 모든 더러움을 깨끗이 정화한다.

### 진명과 통칭
홍세의 무리에게도 홍세에서의 이름이 있는데, 이것은 인간의 언어를 사용하지 않으므로 인간이 이해할 수 있도록 번역이 필요하다. 이것을 진명이라 하며, 예를 들어 아라스톨의 경우 천벌신으로서 단죄를 한다는 의미의 이름을 이 세계에서 '천양의 겁화'라는 이름으로 번역하여 부르고 있으며, '아라스톨'이라는 이름은 이 세계로 건너온 이후 어떠한 이유에 의해 붙여진 이 세계에서의 별명으로 이것을 통칭이라 한다.
플레임헤이즈의 경우에는 자신의 원래 이름이 통칭이며, 계약한 홍세의 왕에 따라 플레임헤이즈의 칭호가 있다. 샤나의 경우 천양의 겁화 아라스톨의 계약자로서 '염발작안의 토벌자'가 플레임헤이즈의 칭호이며, 원래 이름이 없었기 때문에 '니에토노노샤나의 것'이라고 불리다가 사카이 유지가 지어준 이름 '샤나'가 통칭이 되었다. 플레임헤이즈의 칭호는 일본어로 항상 '~の~手'의 형태를 취하며, 아직까지 예외는 등장한 적이 없다.

## 등장인물
애니메이션 / 드라마CD 성우 / 북미판 성우 / 한국판 성우.

### 메인 캐릭터
사카이 유지(일본어: 坂井 悠二)
성우 : 히노 사토시 / 모리타 마사카즈 / 크리스천 에어(1기), 조시 그렐리(2기- ) / 김영선
이작품의 주인공. 평범한 고등학생였으나, 미사키시에서 음모를 꾸미는 홍세의 왕인 '프라아그네'의 계획에 말려들어 죽을 위기에 놓인다. 직후, 염발작안의 토벌자로 불리는 플레임헤이즈(=사냐)에게 구해지면서 비일상적인 일상이 시작된다.어느순간 토치가 된 직후 보구 영시미아가 무작위 전이되어 '영시미아'의 미스테스(Mystes)가 되었다. 이후 사냐와 함께하면서 홍세의 무리와의 싸움에 참여하게 됨과 동시에, 그를 좋아하는 샤나와 요시다 카즈미 사이에서 여러 가지 트러블에 휘말리게 된다. 두여성의 사랑을 받으며 평소에는 미숙한 모습을 보여주나 위기상황에서는 냉정한 모습을 보여주며 훌륭한 작전을 세우곤한다. 영시미아의 미스테스라는 사실이 드러난 이후엔 존재의 힘을 사용하는 법을 열심히 수련중.
염발작안의 토벌자(일본어: 炎髪灼眼の討ち手 엔바츠샤쿠간노 우치테[*]) 샤나(일본어: シャナ)
성우 : 구기미야 리에 / 호리에 유이 / 태비사 세인트저메인(1기), 셰러미 리(2기- ) / 배정미
'천양의 겁화' 아라스톨과 계약한 플레임헤이즈. 통칭'염발작안의 토벌자' 또는 '니에토노노샤나의 플레임헤이즈'등으로 불린다. 불꽃의 색은 홍련. 전투 시에는 눈빛과 머리카락이 붉은 빛으로 변하며 '요가사'라 불리는 검은 코트를 걸친다. '샤나'라는 이름은 사카이 유지가 그녀의 무기인 '니에토노노샤나'의 이름을 빌려와 붙여준 것. 선대 염발작안의 토벌자인 마틸다 생토메르(프랑스어: Mathilda Saint-Omer)의 뒤를 이어 2대 염발작안의 토벌자가 되었으며, 빌헬미나 카르멜의 손에 의해 키워지면서 12년간 이동요새 천도궁에서 아라스톨의 플레임헤이즈가 되기 위한 영재 교육을 받았다.
미사키시에 방문한 이후 그곳에서 음모를 꾸미는 홍세의 왕 '프리아그네'의 '린네'에게 당할 위기에 처해있던 '사카이 유지'를 구해주면서 인연이 시작된다. 처음에는 유지를 프리아그네를 꾀어내기 위한 미끼정도로 취급함과 동시에 그를 감시하기 위하여 위해 토치가 되어버린 유지의 반 친구인 히라이 유카리의 존재에 자신의 존재를 덮어씌우고 행동한다. 이후 유지와 학교생활을 이어나가면서 조금씩 사랑의 감정이 피어나게 되었고, 같은반 친구인 '요시다 카즈미'와 유지를 두고 사랑의 라이벌 관계를 형성하기도 한다. 그리고 유지의 몸속에 숨겨져있는 전설적인 보구 '영시미아'를 노리고 찾아오는 홍세의 무리의 최강집단인 '발마스케'와의 계속되는 싸움에서 샤나는 점점 강력한 플레임헤이즈로서 성장한다.
천양의 겁화(天壌の劫火 덴조노 고카[*]) 아라스톨(고대 그리스어: Alastor 알라스토르[*], 일본어: アラストール 아라스토루[*])
성우 : 에바라 마사시 / 오쓰카 아키오 / 폴 돕슨(1기), 켄트 윌리엄스(2기- ) / 민응식
홍세의 왕 사이에서도 유명한 홍세의 왕 중에서도 고위급에 속하는 '마신' 중 하나. 홍세의 질서를 어지럽히는 자를 처단하는 '천벌신'이라는 직위를 지니고 있다. 샤나와 계약하였으며, 보통은 사냐의 목에걸린 목걸이 형태의 신기를 통하여 자신의 생각을 말하곤 한다.
요시다 카즈미(일본어: 吉田 一美)
성우 : 카와스미 아야코 / 사토 아케미 / 섄탈 스트랜드(1기), 브리나 펄렌시아(2기- ) / 하미경
유지 & 샤나와 같은반 친구. 유지를 마음속으로 좋아하고 있지만, 소심한 성격탓에 고백은 하지 못하고 우물쭈물 하고 있었으나 결국 용기를 내어 고백했다. 유지를 좋아하는 샤나와는 사랑의 라이벌 관계를 형성중. 본래 유지와 샤나가 홍세의 무리와 싸우고 있다는 사실을 몰랐지만, 미사키시를 찾아온 또다른 플레임헤이즈인 "의장의 추격자" '캄신 네브하우'와 만나게 되면서 진실을 알게된다.

### 사카이 유지의 친구
사토 케이사쿠(일본어: 佐藤 啓作)
성우: 노지마 켄지 / 브래드 스웨일(1기), 그레그 에어스(2기- ) / 박찬희
타나카 에이타(일본어: 田中 栄太)
성우: 콘도 타카유키 / 앨리스터 어벨(1기), 이언 싱클레어(2기- ) / 곽윤상
이케 하야토(일본어: 池 速人)
성우: 노지마 히로후미 / 매슈 에릭슨(1기), 조엘 맥도널드(2기- ) / 홍범기
오가타 마타케(일본어: 緒方 真竹)
성우: 코바야시 유미코 / 니콜 부마(1기), 브리트니 카바우스키(2기- ) / 조현정
히라이 유카리(일본어: 平井 ゆかり)
성우: 아사노 마스미 / 애슐리 볼(1기), 앨리슨 빅토린(2기- ) / 이용신
나카무라 키미코(일본어: 中村 公子)
성우: 후지무라 아유미
후지타 하루미(일본어: 藤田 晴美)
성우: 마스 노조미 / 이용신

### 사카이 가
사카이 치구사(일본어: 坂井 千草)
성우 : 사쿠라이 토모 / 럴레이니아 린드버그(1기), 리디아 매케이(2기- ) / 조현정
사카이 칸타로(일본어: 坂井 貫太郎)
성우 : 후지와라 케이지 / 척 휴버 / 김광국

### 플레임헤이즈와 홍세의 왕
조사를 읊는 자(일본어: 弔詞の詠み手 조시노 요미테[*]) 마죠리 도 (영어: Margery Daw, 일본어: マージョリー・ドー)
성우 : 나바타메 히토미 / 재니스 조드(1기), 콜린 클링컨비어드(2기- ) / 이동은
유린의 조아(일본어: 蹂躙の爪牙 주린노 소가[*]) 마르코시어스(영어: Marchosias, 일본어: マルコシアス 마루코시아스[*])
성우 : 이와타 미츠오 / 트레버 듀발(1기), 저스틴 쿡(2기- ) / 탁원제
만조의 사수(일본어: 万条の仕手 반조노 우치테[*]) 빌헬미나 카르멜(독일어: Wilhelmina Carmel, 일본어: ヴィルヘルミナ・カルメル)
성우 : 이토 시즈카 / 애나 커머(1기), 칼리 모지어(2기- ) / 이용신
몽환의 관대(일본어: 夢幻の冠帯 무겐노칸타이[*]) 티아마트(쿠르드어: Tiamat, 일본어: ティアマトー)
성우 : 와타나베 아케노 / 리사 앤 벨리(1기), 클레린 하프(2기- ) / 박신희
의장의 추격자(일본어: 儀装の駆り手 기소노 가리테[*]) 캄신 네브하워(쿠르드어: Khamsin Nbh`w, 일본어: カムシン・ネブハーウ)
성우 : 미나카와 준코 / 캐시 웨슬럭(1기), 토드 해버콘(2기- ) / 배정민
불발의 첨령(일본어: 不抜の尖嶺 후바쓰노 센레이[*]) 베헤모트(영어: Behemoth, 일본어: ベヘモット)
성우 : 호우키 가쓰히사 / 콜린 머독(1기), 크리스토퍼 새벗(2기- ) / 서문석

### 자유 홍세의 무리
헌터(사냥꾼(일본어: 狩人 가리우도[*]), 번역본 의역) 프리아그네(이탈리아어: Friagne, 일본어: フリアグネ)
성우 : 스와베 준이치 / 마츠카제 마사야 / 트레버 듀발(1기), J. 마이클 테이텀(2기- ) / 김광국
마리안느(프랑스어: Marianne, 일본어: マリアンヌ)
성우 : 고야마 기미코 / 니콜 부마(1기), 티아 밸러드(2기- ) / 박신희
시체줍기(일본어: 屍拾い 시카바네히로이[*]) 라미(프랑스어: Lamies, 일본어: ラミー) 혹은 나선의 풍금(일본어: 螺旋の風琴 라센노후킨[*]) 라논시이(프랑스어: Leannán-Sídhe, 일본어: リャナンシー)
성우 : 기요카와 모토무 / 론 홀더(1기), 제리 러셀(2기- ) / 서문석
애염자(일본어: 愛染自 아이젠지[*]) 소라토(힌디어: Sorath, 일본어: ソラト)
성우 : 시라이시 료코 / 에이던 드러먼드(1기), 마이카 솔러소드(2기- )
애염타(일본어: 愛染他 아이젠타[*]) 티리엘(영어: Tiriel, 일본어: ティリエル)
성우 : 타무라 유카리 / 조슬린 로언(1기), 애피아 유(2기-) / 이용신

### 발 마스케
천변(일본어: 千変 센벤[*]) 슈드나이(영어: Sydonay, 일본어: シュドナイ)
성우 : 미아케 겐타 / 일라이 거베이(1기), 제이슨 더글러스(2기- ) / 김광국
슈도나이라고도 함.
정상의 좌(일본어: 頂の座 이타다키노 구라[*]) 헤카테(고대 그리스어: Hecate, 일본어: ヘカテー)
성우 : 노토 마미코 / 브레나 오브라이언(1기), 린지 사이델(2기- ) / 박신희
정상의 옥좌라고도 함.
역리의 재자(일본어: 逆理の裁者 갸쿠리노 사이샤[*]) 벨페올(스페인어: Bel-Peol, 일본어: ベルペオル)
성우 : 오하라 사야카 / 폴라 린드버그(1기), 케이틀린 글래스(2기- ) / 배정민
벨페오르라고도 함.

## 출판 정보
다카하시 야시치로가 글을 맡고 이토 노이지가 삽화를 맡아 아스키·미디어웍스의 전격문고를 통해 2002년부터 2011년까지 연재되었다. 홍콩과 타이완에는 카도카와 쇼텐, 미국에는 비즈 미디어, 대한민국에는 대원씨아이를 통해 각 국가별 언어로 번역되었다.
- 지음 - 다카하시 야시치로
- 삽화 - 이토 노이지
- 퍼냄 - 아스키 미디어 웍스
- 한국어판
  - 옮김 - 김승현 (1~3권), 김진수(4~12권), 하성호(S~14), 장세연(15~SⅢ)
  - 퍼냄 - 대원씨아이

본편
1. 2005-11-15, ISBN 89-5963-182-5
2. 2005-12-10, ISBN 89-5963-183-3
3. 2006-02-15, ISBN 89-5963-184-1
4. 2006-05-15, ISBN 89-5963-185-X
5. 2006-07-15, ISBN 89-5963-186-8
6. 2006-09-15, ISBN 89-5963-187-6
7. 2006-12-15, ISBN 89-5963-188-4
8. 2007-03-15, ISBN 89-252-1141-6
9. 2007-06-15, ISBN 978-89-252-1142-8
10. 2007-11-12, ISBN 978-89-252-1143-5
11. 2008-02-13, ISBN 978-89-252-1144-2
12. 2008-05-10, ISBN 978-89-252-1145-9
13. 2008-11-10, ISBN 978-89-252-1146-6
14. 2009-01-10, ISBN 978-89-252-4012-1
15. 2009-03-10, ISBN 978-89-252-4272-9
16. 2009-05-10, ISBN 978-89-252-4428-0
17. 2009-09-10, ISBN 978-89-252-5117-2
18. 2009-11-13, ISBN 978-89-252-5385-5
19. 2010-02-10, ISBN 978-89-252-5801-0
20. 2010-09-10, ISBN 978-89-252-6814-9
21. 2011-04-15, ISBN 978-89-252-7626-7
22. 2012-03-15, ISBN 978-89-252-9543-5, 한정판 ISBN 978-89-252-9544-2

외전
- 작안의 샤나 0 - 2007-09-10, ISBN 978-89-252-1814-4
- 작안의 샤나 S - 2008-08-10, ISBN 978-89-252-1815-1
- 작안의 샤나 S Ⅱ - 2009-07-10, ISBN 978-89-252-4840-0
- 작안의 샤나 S Ⅲ - 2013-06-15, ISBN 978-89-6822-454-6

해독본
- 작안의 샤나의 모든 것 - 2008-03-12, ISBN 978-89-252-2196-0
  - 본 작은 전격 문고 편집부가 편찬함.

## 만화
작안의 샤나
원작 소설과 마찬가지로 유지와 샤나가 만난 시점에서 시작된다. 사사쿠라 아야토에 의해 만화로 그려져 월간 코믹 전격대왕 2005년 4월호부터 연재가 시작되었으며 2011년 10월호에서 완결되었다.
1. 2007-07-09, ISBN 978-89-252-1148-0
2. 2007-08-30, ISBN 978-89-252-1149-7
3. 2008-02-21, ISBN 978-89-252-1936-3
4. 2008-08-21, ISBN 978-89-252-3275-1
5. 2009-03-12, ISBN 978-89-252-4163-0
6. 2009-12-17, ISBN 978-89-252-5403-6
7. 2010-11-25, ISBN 978-89-252-5817-1
8. 2011-01-27, ISBN 978-89-252-7497-3
9. 2011-06-29, ISBN 978-89-252-8160-5
10. 2012-02-25, ISBN 978-89-252-9527-5

작안의 샤나 X Eternal song-영원한 노래-
샤나의 선대 염발작안인 마틸다 생토메르의 이야기를 중심으로 기야 시이에 의해 만화화되었다. 전격흑마왕 2007년 9월 19일자 창간호에서 연재가 시작되었으며, 2012년 9월호에서 완결되었다.
1. 2009-12-23, ISBN 978-89-252-4997-1
2. 2011-05-31, ISBN 978-89-252-8029-5
3. 2012-02-25, ISBN 978-89-252-9528-2
4. 2014-02-25, ISBN 979-1-156-25249-8
5. 2014-03-25, ISBN 979-1-156-25393-8

## TV 애니메이션 · OVA

### 1기

#### 여는 곡
〈비색의 하늘(緋色の空 히쇼쿠노 소라[*])〉 (1~16화 여는 곡), (24화 닫는 곡)
작사: 카와다 마미, 작곡·편곡: 나카자와 도모유키, 노래: 가와다 마미
〈being〉 (17~24화)
작사·작곡: KOTOKO. 편곡: 다카세 가즈야, 노래：KOTOKO

#### 닫는 곡
〈새벽에 태어나는 소녀(夜明け生まれ来る少女 요아케 우마레쿠루 쇼조[*])〉 (1~14화)
작사: 다카하시 요코, 작곡·편곡: 오모리 도시유키 노래: 다카하시 요코
〈홍의 정적(紅の静寂 구레나이 노 세이자쿠[*])〉 (15~23화)
작사: 이시다 요코, 작곡·편곡: 무라가미 마사요시, 노래: 이시다 요코

### 2기

#### 여는 곡
〈JOINT〉 (1~15화)
작사: 카와다 마미, 작곡: 나카자와 토모유키, 편곡: 나카자와 토모유키·오자키 타케시, 노래: 카와다 마미
〈BLAZE〉 (16~24화)
작사: KOTOKO, 작곡·편곡：타카세 카즈야, 노래: KOTOKO

#### 닫는 곡
〈triangle〉 (1~15화)
작사: 카와다 마미, 작곡·편곡: 타카세 카즈야, 노래: 카와다 마미
〈Sociometry〉 (16~24화)
작사: KOTOKO, 작곡·편곡: C.G mix, 노래：KOTOKO
〈sense〉 (24화)
작사: 카와다 마미, 작곡: 나카자와 토모유키, 편곡: 나카자와 토모유키·오자키 타케시, 노래: 카와다 마미

#### OVA
작안의샤나 S 1기
(오프닝)prophecy,a frame
(엔딩)All in good time

### 3기

#### 여는 곡
<Light My Fire> (1화~)
작사: KOTOKO, 작곡·편곡 : 타카세 카즈야, 노래: KOTOKO

#### 닫는 곡
<Ill believe> (1화~)
작사: 쿠로사키 마온, 작곡·편곡 : 야기누마 사토시, 랩: MOTSU, 노래: ALTIMA

## 극장판
작안의 샤나 - 토치들의 반격(2009년)

### 주제가
〈천양을 나는 자들(天壌を翔る者たち 텐조오 카케루 모노타치[*])〉
작사: KOTOKO, 작곡·편곡: 타카세 카즈야
노래: Love Planet Five(KOTOKO, 카와다 마미, 시마미야 에이코, MELL, 우타츠키 카오리)
삽입곡 〈붉은 눈물(赤い涙 아카이 나미다[*])〉
작사: 카와다 마미, 작곡·편곡: 나카가와 토모유키, 노래: 카와다 마미

## 관련 상품

### DVD
- 작안의 샤나
  - 《Prelude to Shana》 - 2005-09-16 (드라마 CD)

  1. 2006-01-25
  2. 2006-02-24
  3. 2006-03-24
  4. 2006-04-28
  5. 2006-05-25
  6. 2006-06-23
  7. 2006-07-28
  8. 2006-08-25
- 극장판 작안의 샤나